# Gersekarát, Vas
Gersekarát  este un sat în districtul Vasvár, județul Vas, Ungaria, având o populație de 695 de locuitori (2011). 

## Demografie
Componența etnică a satului Gersekarát
     Maghiari (100%)
Componența confesională a satului Gersekarát
     Romano-catolici (67,34%)
     Fără religie (1,01%)
     Necunoscută (31,22%)
     Reformați (0,43%)
Conform recensământului din 2011, satul Gersekarát avea 695 de locuitori. Din punct de vedere etnic, majoritatea locuitorilor (100,0%) erau maghiari.  Din punct de vedere confesional, majoritatea locuitorilor (67,34%) erau romano-catolici, cu o minoritate de persoane fără religie (1,01%). Pentru 31,22% din locuitori nu este cunoscută apartenența confesională.